# Anthony Byrne
Tony "Socks" Byrne (ur. 6 lipca 1930 w Droghedzie, zm. 27 kwietnia 2013 w Edmonton) – irlandzki bokser kategorii lekkiej.

## Igrzyska olimpijskie
W 1956 roku letnich igrzysk olimpijskich  w Melbourne brązowy medal w kategorii lekkiej. Występ na igrzyskach był możliwy jedynie dzięki sponsorom którzy zebrali 653 $ na podróż do Australii.

## Po zakończeniu kariery
W 1962 roku wyjechał razem z żoną do Kanady. Ma dwie córki i dwóch bliźniaków. W 2006 roku odsłonięto w rodzinnym mieście boksera jego pomnik.